# Larry Schwarz
Larry Schwarz é o fundador e CEO da Animation Collective, produtora de filmes e séries de televisão para o público infantil situada em Nova Iorque.
Ele é o criador e produtor executivo de todas as séries originais para televisão da Animation Collective, incluindo Kappa Mikey, Thumb Wrestling Federation, Leader Dog: The Series e Tortellini Western: The Series para a Nicktoons Network e Ellen's Acres, Htdt, Albern Kerl e Princess Natasha para o Cartoon Network. E ainda, Schwarz foi produtor de Wulin Warriors para o Cartoon Network e da primeira temporada de The Incredible Crash Dummies para a antiga Fox Box.